# Romolo Catasta
Romolo Catasta   (Roma, 26 de març de 1923 - 26 de març de 1985) fou un remer italià que va competir durant la dècada de 1940.
El 1948 va prendre part en els Jocs Olímpics de Londres, on guanyà la medalla de bronze en la prova de scull individual del programa de rem. En el seu palmarès també destaca un campionat nacional.